# アラムブサ
アラムブサ（梵: अलम्बुष, Alambuṣa）は、インド神話に登場するラークシャサの王である。鹿の角を持つ聖仙リシュヤシュリンガの子。バカを殺したパーンダヴァ5王子のビーマを恨んでおり、クル・クシェートラの大戦争でカウラヴァ側に味方して戦った。

## 神話

### イラーヴァットとの戦い
パーンダヴァのアルジュナとウルーピーの息子イラーヴァットが戦場で活躍するのを見たドゥルヨーダナは、アラムブサにイラーヴァットの殺害を命じた。出撃したアラムブサは幻力でラークシャサの騎馬の軍を作り出し、イラーヴァットの軍と戦わせた。彼らが相討ちになると、アラムブサとイラーヴァットの戦いが始まった。アラムブサはイラーヴァットの矢で何度も身体を切り裂かれたが、幻力の力で再生し、若返ることができた。しかし斧で繰り返し斬りつけられて全身から流血したため、アラムブサは巨大な姿になってイラーヴァットを掴もうとした。これに対してイラーヴァットが逃げずに戦おうとすると、彼の母親の一族の巨大なナーガが現れ、アラムブサを覆った。そこでアラムブサはガルダに変身して、ナーガを喰らい、イラーヴァットが困惑したところを刀で殺した。

### アビマニユとの戦い
またアルジュナの別の息子アビマニユが活躍すると、ドゥルヨーダナは再びアラムブサにアビマニユの殺害を命じた。アラムブサはすぐに出撃し、大声で叫びながらアビマニユの軍勢を蹴散らした。続いてアラムブサはドラウパディーの5人の息子たちを攻撃した。アラムブサは5兄弟（特にプラティヴィンディヤ）が放つ矢に苦しめられたが、逆に矢を射返して彼らの弓と旗を断ち切り、兄弟1人1人に矢を撃ちこみ、さらに戦車の馬と御者を殺した。兄弟たちの苦戦を見たアビマニユはアラムブサを倒すべく挑みかかった。アラムブサとアビマニユの矢はたがいの身体を貫き、大地を穿った。全身を貫かれたアラムブサは幻力を使い、パーンダヴァ軍を闇で覆って退却したが、神々の武器に通じたアビマニユは太陽の武器を用いて闇を払った。アラムブサはさらに種々の幻力を使ったが、神々の武器でことごとく破られたうえに、攻撃されたため、アラムブサはたまらず戦車を捨てて逃走した。

### 死
その後、アラムブサが戦場で戦っていると、ガトートカチャに攻撃をしかけられた。両者は幻力で何百もの幻影を生み出し、たがいを幻惑した。両者の戦いは互角であったが、アラムブサはガトートカチャの幻力を無効とすることができた。それを見たパーンダヴァたちは怒り、アラムブサを戦車で包囲して攻撃した。その後の戦いは激しい矢の応酬であった。アラムブサはビーマやユディシュティラ、ナクラ、サハデーヴァ、ドラウパディーの息子たちの攻撃を幻力で無効としながら、包囲を脱出し、矢を射返したが、多勢に無勢であり、ガトートカチャとパーンダヴァの攻撃によって追い詰められ、最後にガトートカチャによって地面に叩きつけられて殺された。